# 克拉克納本峰
73°57′S 5°42′W / 73.950°S 5.700°W
克拉克納本峰是南極洲的山峰，位於東部南極洲的毛德皇后地，處於加弗爾皮根峰東北面4公里，由挪威的製圖師根據測量和空中照片繪入地圖。